# Coudekerque-Village
Coudekerque-Village – miejscowość i gmina we Francji, w regionie Hauts-de-France, w departamencie Nord. W 2013 roku jej populacja wynosiła 1313 mieszkańców. 
W dniu 1 stycznia 2016 roku z połączenia dwóch ówczesnych gmin – Coudekerque-Village oraz Téteghem – powstała nowa gmina Téteghem-Coudekerque-Village. Siedzibą gminy została miejscowość Téteghem. 
W miejscowości urodził się Bruno Metsu – francuski piłkarz i trener piłkarski.

## Demografia
W 2013 roku populacja miejscowości liczyła 1313 mieszkańców. 
|  |

Źródła:
cassini/EHESS (dla danych z lat 1962-2006)
INSEE (dla danych z 2008 i 2013 roku)